# Pritha
Pritha là một chi nhện trong họ Filistatidae.